# Dominic Stricker
Dominic Stephan Stricker (* 16. August 2002 in Münsingen) ist ein Schweizer Tennisspieler.

## Karriere
Dominic Stricker gewann im Oktober 2020 das Juniorenturnier von Roland Garros sowohl im Einzel als auch im Doppel, letzteres zusammen mit seinem italienischen Partner Flavio Cobolli. Im Einzel bezwang er seinen Landsmann Leandro Riedi mit 6:2 6:4. Andere Schweizer Sieger des Turniers vor ihm waren Martina Hingis, Roger Federer und Stan Wawrinka. Stricker gewann als erster Junior seit 34 Jahren in Roland Garros Einzel und Doppel. Weitere gute Resultate bei den Junioren erreichte er bei den US Open 2019 und den Australian Open 2020 jeweils mit dem Viertelfinal. Im Doppel stand Stricker mit Cobolli im Vorjahr zudem schon mal im Final der French Open, den sie verloren. Bei den Australian Open 2020 unterlagen sie im Halbfinal den späteren Siegern Nicholas David Ionel und Leandro Riedi. Am 13. Dezember 2020 wurde er im Rahmen der Swiss Sports Awards als bester Nachwuchssportler des Jahres 2020 ausgezeichnet. Dabei setzte er sich im Voting gegen den Leichtathleten Simon Ehammer und die Langläuferin Siri Wigger durch.
Bei den Profis konnte Stricker im Einzel und Doppel auf der drittklassigen ITF Future Tour jeweils einen Halbfinal (Einzel) und einen Final (Doppel) erreichen und sich so auch schon in der Tennisweltrangliste platzieren. Ende März 2021 gewann er in Lugano sein erstes Challenger-Turnier. Sein Debüt auf der ATP Tour hatte er am 18. Mai 2021 in Genf. Mit einer Wildcard traf er dort in der ersten Runde auf den früheren US-Open-Sieger Marin Čilić und besiegte ihn mit 7:6, 6:1. Nach einem weiteren Zweisatz-Sieg im Achtelfinal gegen Márton Fucsovics unterlag er Pablo Andújar in der nächsten Runde in drei Sätzen.
Im Oktober 2022 erhielt Stricker eine Wildcard für die Swiss Indoors Basel und erreichte bei seinem ersten Turnier der ATP-500-Serie nach einem Sieg gegen Maxime Cressy den Achtelfinal, wo er dem Spanier Pablo Carreño Busta in drei Sätzen unterlag. Damit qualifizierte sich Stricker als erster Schweizer für die Next Generation ATP Finals, den Final der acht jahresbesten unter 21-Jährigen.
Seinen grössten Erfolg feierte Stricker bei den US Open 2023, als er als Qualifikant in den ersten drei Runden Alexei Popyrin, den Weltranglistensiebten Stefanos Tsitsipas und Benjamin Bonzi besiegte, wodurch er erstmals in den Achtelfinal eines Grand-Slam-Turniers einzog und die Top 100 der Weltrangliste erreichte.

## Erfolge
| Legende (Anzahl der Siege)  |
| Grand Slam                  |
| ATP World Tour Finals       |
| ATP World Tour Masters 1000 |
| ATP World Tour 500          |
| ATP World Tour 250 (2)      |
| ATP Challenger Tour (6)     |

| ATP-Titel nach Belag |
| Hartplatz (0)        |
| Sand (2)             |
| Rasen (0)            |

### Einzel

#### Turniersiege
| Nr. | Datum            | Turnier   | Belag         | Finalgegner        | Ergebnis      |
| --- | ---------------- | --------- | ------------- | ------------------ | ------------- |
| 1.  | 28. März 2021    | Lugano    | Hartplatz (i) | Witalij Satschko   | 6:4, 6:2      |
| 2.  | 6. Februar 2022  | Cleveland | Hartplatz (i) | Yoshihito Nishioka | 7:5, 6:1      |
| 3.  | 31. Juli 2022    | Zug       | Sand          | Ernests Gulbis     | 5:7, 6:1, 6:3 |
| 4.  | 26. Februar 2023 | Rovereto  | Hartplatz (i) | Giulio Zeppieri    | 7:68, 6:2     |
| 5.  | 7. Mai 2023      | Prag      | Sand          | Sebastian Ofner    | 7:67, 6:3     |

### Doppel

#### Turniersiege

##### ATP Tour
| Nr. | Datum         | Turnier    | Belag | Partner            | Finalgegner                        | Ergebnis  |
| --- | ------------- | ---------- | ----- | ------------------ | ---------------------------------- | --------- |
| 1.  | 25. Juli 2021 | Gstaad (1) | Sand  | Marc-Andrea Hüsler | Szymon Walków Jan Zieliński        | 6:1, 7:67 |
| 2.  | 23. Juli 2023 | Gstaad (2) | Sand  | Stan Wawrinka      | Marcelo Demoliner Matwé Middelkoop | 7:68, 6:2 |

##### ATP Challenger Tour
| Nr. | Datum         | Turnier | Belag | Partner          | Finalgegner                         | Ergebnis         |
| --- | ------------- | ------- | ----- | ---------------- | ----------------------------------- | ---------------- |
| 1.  | 10. Juli 2021 | Perugia | Sand  | Witalij Satschko | Tomás Martín Etcheverry Renzo Olivo | 6:3, 5:7, [10:8] |

## Abschneiden bei Grand-Slam-Turnieren

### Einzel
| Turnier         | 2022 | 2023 | 2024 | 2025 | Karriere |
| --------------- | ---- | ---- | ---- | ---- | -------- |
| Australian Open | Q2   | Q3   | —    | 1    | 1        |
| French Open     | Q2   | 1    | —    | —    | 1        |
| Wimbledon       | Q2   | 2    | 1    | Q3   | 2        |
| US Open         | Q1   | AF   | 1    |      | AF       |

Zeichenerklärung: S = Turniersieg; F, HF, VF, AF = Einzug in den Final / Halbfinal / Viertelfinal / Achtelfinal; 1, 2, 3 = Ausscheiden in der 1. / 2. / 3. Hauptrunde; Q1, Q2, Q3 = Ausscheiden in der 1. / 2. / 3. Qualifikationsrunde; nicht ausgetragen